# Berlinale 1986
La Berlinale 1986, 36e édition du festival international du film de Berlin (36. Internationalen Filmfestspiele Berlin), s'est tenue du 14 au 25 février 1986.

## Jury
- Gina Lollobrigida (Présidente du jury)
- Rudi Fehr
- Lindsay Anderson
- August Coppola (en)
- Werner Grassmann
- Otar Iosseliani
- Norbert Kückelmann
- Françoise Maupin
- Rosaura Revueltas
- Naoki Togawa
- Jerzy Toeplitz

## Sélections

### Compétition
La sélection officielle en compétition se compose de 25 films.
- Le Voyage d'un jeune compositeur (Akhalgazrda kompozitoris mogzauroba) de Gueorgui Chenguelaia
- A Hora da Estrela de Suzana Amaral
- Älska mej de Kay Pollak
- Anne Trister de Léa Pool
- Comme un chien enragé (At Close Range) de James Foley
- Caravaggio de Derek Jarman
- La Maison du fleuve (Das Haus am Fluß) de Roland Gräf
- Les Deux Cents Premières Années de ma vie (Első kétszáz évem) de Gyula Maár
- Flucht in den Norden d'Ingemo Engström
- Gilsoddeum d'Im Kwon-taek
- Heidenlöcher de Wolfram Paulus
- Hiuch HaGdi de Shimon Dotan
- Berlin Affair (Interno berlinese) de Liliana Cavani
- La messe est finie (La messa è finita) de Nanni Moretti
- L'Aube de Miklós Jancsó
- Mania de Yórgos Panoussópoulos
- Mon beau-frère a tué ma sœur de Jacques Rouffio
- Pas în doi de Dan Pita
- Rouge Baiser de Véra Belmont
- Skapa moya, skapi moy d'Eduard Zahariev
- Stammheim de Reinhard Hauff
- Teo el pelirrojo de Paco Lucio
- Wanda's Café (Trouble in Mind) d'Alan Rudolph
- Camorra (Un complicato intrigo di donne, vicoli e delitti) de Lina Wertmüller
- Gonza le lancier (Yari no Gonza) de Masahiro Shinoda

### Hors compétition
7 films sont présentés hors compétition.
- Ginger et Fred (Ginger e Fred) de Federico Fellini
- Heilt Hitler! de Herbert Achternbusch
- Le Visage de Karin (Karins ansikte) d'Ingmar Bergman (court-métrage)
- L'Unique de Jérôme Diamant-Berger
- Out of Africa de Sydney Pollack
- Natty Gann (The Journey of Natty Gann) de Jeremy Kagan
- Police fédérale Los Angeles (To Live and Die in L.A.) de William Friedkin

## Palmarès
- Ours d'or : Stammheim de Reinhard Hauff
- Ours d'argent (Grand prix du jury) : La messe est finie de Nanni Moretti
- Ours d'argent du meilleur réalisateur : Gueorgui Chenguelaia pour Le Voyage d'un jeune compositeur
- Ours d'argent du meilleur acteur : Tuncel Kurtiz pour Hiuch HaGdi de Shimon Dotan
- Ours d'argent de la meilleure actrice : ex æquo Charlotte Valandrey pour Rouge Baiser de Véra Belmont et Marcélia Cartaxo pour A Hora da Estrela de Suzana Amaral
- Caméra de la Berlinale : Gina Lollobrigida, Giulietta Masina, Fred Zinnemann et Sydney Pollack